# Rezerwat przyrody Kozie Brody
Rezerwat przyrody Kozie Brody – torfowiskowy rezerwat przyrody położony w gminie Jastrowie, powiecie złotowskim (województwo wielkopolskie).
Powierzchnia: 0,72 ha. Obszar rezerwatu objęty jest ochroną czynną.
Został utworzony w 1965 roku w celu ochrony torfowiska niskiego z brzozą niską (Betula humilis) oraz bogatego stanowiska storczyków (Orchis sp.). Rosną tu m.in.: skalnica torfowiskowa, listera jajowata i kruszczyk błotny. 

## Podstawa prawna
- Zarządzenie Ministra Leśnictwa i Przemysłu Drzewnego z dnia 23 października 1965 r. w sprawie uznania za rezerwat przyrody (M.P. z 1965 r. nr 65, poz. 372)
- Obwieszczenie Wojewody Wielkopolskiego z dn. 4.10.2001 r. w sprawie ogłoszenia wykazu rezerwatów przyrody utworzonych do dn. 31.12.1998 r. (Dziennik Urzędowy Województwa Wielkopolskiego Nr 123, poz. 2401)